# Huanghai Aurora

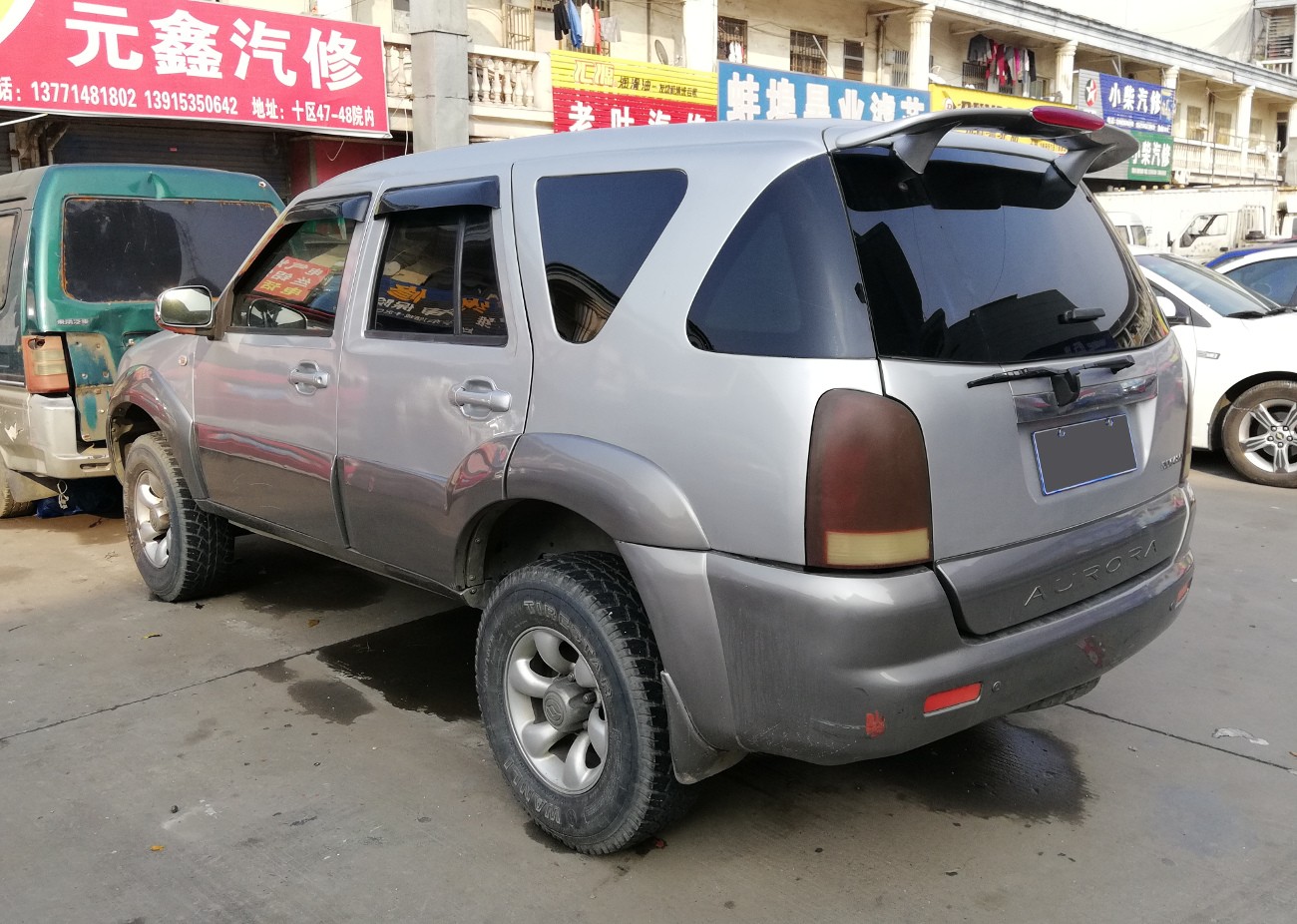
Вид сзади

Huanghai Aurora (翱龙, Aolong) — среднеразмерный внедорожник, который выпускался подразделением Huanghai Auto компании SG Automotive (曙光汽车) с 2006 по 2010 год и продавался с 2007 по 2012 год.

## Описание
Выпускавшийся под кодовым обозначением DD6470N, Huanghai Aurora продавался как CUV. Его дизайн напоминает первое поколение SsangYong Rexton.
Автомобиль оснащён 2,0-литровым бензиновым двигателем 4G63S4M, 2,4-литровым бензиновым двигателем 4G64S4M мощностью 130 л. с., обеспечивающим максимальную скорость 130 км/ч и расход топлива около 12л/100 км, либо же 2,5-литровым турбодизельным двигателем. Цены варьируются от 79800 до 106800 юаней.
В России с 2006 по 2008 год автомобиль продавался под названием Derways Aurora.